# Protapanteles praecipuus
Protapanteles praecipuus är en stekelart som beskrevs av Papp 1993. Protapanteles praecipuus ingår i släktet Protapanteles och familjen bracksteklar. Inga underarter finns listade i Catalogue of Life.